# Centre commercial Le Boulevard
Le Boulevard est un centre commercial  établi en 1953 sur l’île de Montréal à l’intersection de la rue Jean-Talon Est et du boulevard Pie-IX. Il était un des premiers centres commerciaux au Québec.
Le Boulevard a été construit en forme d’un "L" et compte plus de 65 boutiques. La Baie et Metro sont de chaque côté du centre d'achat, avec un Canadian Tire placé au milieu. Géographiquement parlant, Le Boulevard est situé  dans le quartier Saint-Michel et une partie est dans Saint-Léonard. Canadian Tire et Metro sont dans Saint-Léonard, tandis que La Baie est dans Saint-Michel. Le centre commercial se trouve au nord du quartier Rosemont.
Le Boulevard  est géré par Crofton Moore de Montréal. Parmi les nouveaux commerces, il se trouve un Urban Planet, La Senza, Tim Hortons, Jean Coutu, Lunetterie New Look et plusieurs autres. Mais plusieurs occupants s'y trouvent toujours et depuis longtemps, comme la Banque Royale.

## Historique
Le centre fut inauguré officiellement le 29 septembre 1953 avec 32 magasins,. Il est le troisième centre d'achats à voir le jour à Montréal après Galeries Norgate et Village Champlain. Un autre centre d'achats inauguré l'année suivante à Dorval, lui aussi en forme de L avec une trentaine de magasins, deviendra le quatrième centre commercial à Montréal,. Le Boulevard est à l'époque un centre commercial extérieur.
En 1958, le grand magasin Morgan (en) s'ajoute un deuxième étage. Il sera plus tard converti en magasin La Baie le 19 juin 1972.
Le Boulevard est transformé en centre commercial couvert au milieu des années 1970.
En 1992, l'ancienne quincaillerie Pascal est remplacée par Canadian Tire, et l'épicerie Steinberg est convertie en Métro.
La Baie a fermé ses portes en septembre 2018 ,. En opération continue depuis 1953 (lorsque l'on tient compte de son temps en tant que magasin Morgan), elle était l'une des plus anciennes succursales La Baie de banlieue au pays. Son premier étage est aujourd'hui occupé par un magasin de meubles Surplus RD.

### Futur
Avec l'agrandissement de la ligne bleue du métro de Montréal dans l'est, le centre commercial sera vraisemblablement démoli pour devenir le futur site d'une des cinq stations soit possiblement celle de Pie-IX.
Le 27 avril 2021, Le Boulevard annonce officiellement sa fermeture le 1er décembre 2021. Mais quelques mois plus tard, on annonce que le centre commercial demeura ouvert après le 1er décembre.